# Alticornis
Alticornis is een geslacht van vliesvleugeligen uit de familie Pteromalidae. De wetenschappelijke naam van dit geslacht is voor het eerst geldig gepubliceerd in 1993 door Boucek.

## Soorten
Het geslacht Alticornis omvat de volgende soorten:
- Alticornis bidens Boucek, 1993
- Alticornis dracula Boucek, 1993